# Pactactes
Pactactes Simon, 1895 è un genere di ragni appartenente alla famiglia Thomisidae.

## Distribuzione
Le tre specie note di questo genere sono state rinvenute in Africa centrale, occidentale e meridionale

## Tassonomia
Non sono stati esaminati esemplari di questo genere dal 1966.
A dicembre 2014, si compone di tre specie:
- Pactactes compactus Lawrence, 1947 — Africa meridionale
- Pactactes obesus Simon, 1895 — Africa occidentale e centrale
- Pactactes trimaculatus Simon, 1895[2] — Zanzibar